# Rosjön, Ångermanland
Rosjön är en sjö i Sollefteå kommun i Ångermanland och ingår i Ångermanälvens huvudavrinningsområde. Sjön har en area på 1,99 kvadratkilometer och ligger 248 meter över havet. Sjön avvattnas av vattendraget Kläppsjöbäcken.

## Delavrinningsområde
Rosjön ingår i det delavrinningsområde (707022-156403) som SMHI kallar för Utloppet av Rosjön. Medelhöjden är 265 meter över havet och ytan är 12,34 kvadratkilometer. Räknas de 4 avrinningsområdena uppströms in blir den ackumulerade arean 46,04 kvadratkilometer. Kläppsjöbäcken som avvattnar avrinningsområdet har biflödesordning 2, vilket innebär att vattnet flödar genom totalt 2 vattendrag innan det når havet efter 138 kilometer. Avrinningsområdet består mestadels av skog (50 procent) och sankmarker (21 procent). Avrinningsområdet har 1,95 kvadratkilometer vattenytor vilket ger det en sjöprocent på 15,8 procent.